# كريستينا إستيفيه
كريستينا إستيفيه (بالإسبانية: Cristina Estévez)‏ هي لاعبة كرة قدم إسبانية، ولدت في 5 يونيو 1986 في Novales ‏ في إسبانيا. شاركت مع منتخب إسبانيا لكرة القدم للسيدات. أما مع النوادي، فقد لعبت مع Levante UD Femenino ‏.